# Bach-Gesellschaft

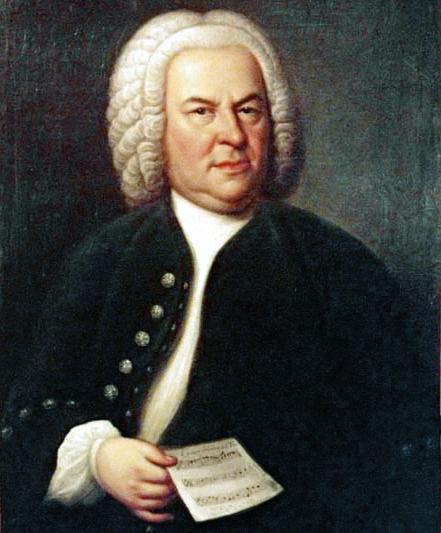
Johann Sebastian Bach.

La Bach-Gesellschaft (tedesco, "Società bachiana") è stata un'associazione di studi musicali fondata a Lipsia, in Germania, ed esistita dal 1850 al 1900.

## Storia
La Bach-Gesellschaft, fondata da Moritz Hauptmann, Otto Jahn, Carl Ferdinand Becker e Robert Schumann, aveva lo scopo di pubblicare integralmente le composizioni di Johann Sebastian Bach fino ad allora conosciute.
L'opera della società, intitolata Bach-Gesellschaft Ausgabe (tedesco, "Edizione della società bachiana"), uscì con il suo primo volume, dedicato alla cantata Wie schön leuchtet der Morgenstern BWV 1, nel 1851. Le pubblicazioni si conclusero nel 1899 con l'uscita del 46º volume, e la società, decretato raggiunto il suo obiettivo, si sciolse nel 1900.
Nonostante ciò, Wolfgang Graeser diede alle stampe, nel 1926, un volume su L'arte della fuga, pubblicato come supplemento alla Neue Bach-Ausgabe, la nuova opera omnia delle composizioni bachiane che la Neue Bachgesellschaft stava pubblicando. Il volume di Graeser, di fatto, viene considerato il 47º della vecchia Bach-Gesellschaft Ausgabe.
Inoltre, il volume 45 comprendeva un'edizione riveduta e corretta delle suite inglesi e delle suite francesi, che erano state precedentemente pubblicate nel volume 13. Ogni volume recava l'elenco dei sottoscrittori che avevano finanziato la realizzazione dell'opera, fra i quali c'era anche Johannes Brahms.